# Серогрудые рогоклювы
Sarcophanops — род рогоклювов в семействе Eurylaimidae. В настоящее время к нему относят два вида.

## Виды
Признаны два вида:
| Изображение | Латинское название     | Русское название    | Ареал                                                    |
| ----------- | ---------------------- | ------------------- | -------------------------------------------------------- |
|             | Serilophus lunatus     | Серогрудый рогоклюв | Юго-Восточный Китай, Вьетнам, Малаккский п-ов и Суматра. |
|             | Serilophus rubropygius |                     | от северо-восток Индии до северо-запада Мьянмы           |